# Francesco Lucini
Francesco Lucini (Caravaggio, 1580 - Milà, 1617) fou un músic italià
Fou un dels millors baixos del seu temps i va romandre per espai de trenta anys a la capella de la Catedral de Milà.
Deixà diverses composicions religioses publicades en les col·leccions de l'època.